# Kamenná Poruba (Prešov)
Kamenná Poruba (in ungherese Kővágó) è un comune della Slovacchia facente parte del distretto di Vranov nad Topľou, nella regione di Prešov.